# العلاقات البليزية الكورية الشمالية
العلاقات البليزية الكورية الشمالية هي العلاقات الثنائية التي تجمع بين بليز وكوريا الشمالية.

## مقارنة بين البلدين
هذه مقارنة عامة ومرجعية للدولتين:
| وجه المقارنة                                              | بليز         | كوريا الشمالية                        |
| --------------------------------------------------------- | ------------ | ------------------------------------- |
| المساحة (كم2)                                             | 22.97 ألف    | 120.54 ألف                            |
| عدد السكان (نسمة)                                         | 374.68 ألف   | 25.49 مليون                           |
| الكثافة السكانية (ن./كم²)                                 | 16.31        | 211.47                                |
| العاصمة                                                   | بلموبان      | بيونغيانغ                             |
| اللغة الرسمية                                             | لغة إنجليزية | لغة كوريا الشمالية القياسية ‏          |
| العملة                                                    | دولار بليزي  | وون كوري شمالي                        |
| الناتج المحلي الإجمالي (بليون دولار)                      | 1.84 مليار   |                                       |
| الناتج المحلي الإجمالي (تعادل القوة الشرائية) بليون دولار | 3.05 مليار   |                                       |
| الناتج المحلي الإجمالي الاسمي للفرد دولار أمريكي          | 4.88 ألف     |                                       |
| الناتج المحلي الإجمالي للفرد دولار أمريكي                 | 8.42 ألف     |                                       |
| مؤشر التنمية البشرية                                      | 0.715        |                                       |
| رمز المكالمات الدولي                                      | +501         | +850                                  |
| رمز الإنترنت                                              | .bz          | .kp                                   |
| المنطقة الزمنية                                           | 00           | ت ع م+08:30، ت ع م+08:30، ت ع م+09:00 |

## منظمات دولية مشتركة
يشترك البلدان في عضوية مجموعة من المنظمات الدولية، منها:
| علم المنظمة | اسم المنظمة              | تاريخ انضمام بليز | تاريخ انضمام كوريا الشمالية |
| ----------- | ------------------------ | ----------------- | --------------------------- |
|             | يونسكو                   | 10 مايو 1982      | 18 أكتوبر 1974              |
|             | الاتحاد البريدي العالمي  | ?                 | ?                           |
|             | الأمم المتحدة            | 25 سبتمبر 1981    | 17 سبتمبر 1991              |
|             | الاتحاد الدولي للاتصالات | 16 ديسمبر 1981    | ?                           |

## وصلات خارجية
- موقع وزارة الخارجية البليزية
- موقع وزارة الخارجية الكورية الشمالية